# Реннертсхофен
Реннертсхофен (нем. Rennertshofen) — община в Германии, в земле Бавария. 
Подчиняется административному округу Верхняя Бавария. Входит в состав района Нойбург-Шробенхаузен.  Население составляет 4783 человека (на 31 декабря 2010 года). Занимает площадь 93,07 км².

## Достопримечательности
В коммуне расположены древний замок и церкви.